# Donald Harper
Donald de Wayne Harper (Redwood City, 4 giugno 1932 – Upper Arlington, 30 novembre 2017) è stato un tuffatore e ginnasta statunitense, vincitore della medaglia d'argento ai Giochi olimpici di Melbourne 1956 nel concorso dei tuffi dal trampolino 3 metri.
Nel 1998 è stato incluso nell'International Swimming Hall of Fame.

## Palmarès

### Ginnastica
- Giochi panamericani

Città del Messico 1955: oro nel trampolino acrobatico;

### Tuffi
- Giochi olimpici

Melbourne 1956: argento dal trampolino 3 m
- Giochi panamericani

Chicago 1959: oro nel trampolino 3 metri